# Aung San Suu Kyi
Daw Aung San Suu Kyi (født 19. juni 1945 i Rangoon, Burma) er en politiker fra Burma, der er kendt for sine ikke-voldelige, prodemokratiske aktiviteter i landet. Hun modtog i 1991 Nobels fredspris. Efter at have siddet i husarrest i 15 af de seneste 21 år, blev Aung San Suu Kyi den 13. november 2010 løsladt af det myanmarske diktaturregime.
Den 1. april 2012 blev hun valgt til Pyithu Hluttaw, underhuset af Pyidaungsu Hluttaw som repræsentant for Kawhmus valgkreds. Suu Kyi genvandt sin plads i underhuset i 2016. Præsident Htin Kyaw udnævnte hende som udenrigsminister, og senere undervisningsminister, energiminister og et nyoprettet embede, som reelt svarer til posten som statsminister.
Den 1. februar 2021 sagde Nationalligaen for demokrati, at Aung San Suu Kyi var blevet arresteret af Myanmars militær, efter at militæret erklærede valgresultaterne i november 2020 for falske. Efterfølgende er militærets handlinger blevet fordømt af blandt andet USA, Australien og Danmark.

## Biografi
Aung San Suu Kyi er datter af general Aung San, som mod 2. verdenskrigs afslutning ledede en væbnet gruppe som kæmpede mod den daværende japanske besættelsesmagt. Han oprettede organisationen Anti-Fascist People's Freedom League som ved Burmas første almindelige valg i april 1947 vandt 248 af parlamentets 255 pladser. Aung San kunne danne regering, men i juli samme år blev han myrdet, da en gruppe bevæbnede mænd afbrød et igangværende regeringsmøde. Hans enke, Khin Kyi, fortsatte i politik. Da Suu Kyi var 15 år, blev hendes moder udnævnt til ambassadør i Indien, og Suu Kyi flyttede med hende til New Delhi.
Hun blev kendt med den norske UNICEF-direktør Hallvard Kuløy og boede blandt andet hos ham i Nepal. Kuløy var senere en central person i forbindelse med beslutningen om at tildele Nobels Fredspris til hende.

### Tidlige år
Efter universitetsforberedende studier flyttede Suu Kyi i 1964 til Storbritannien og tog eksamen i filosofi, økonomi og statskunskab ved Saint Hugh's College i Oxford. I Oxford mødte hun Tibet-forskeren Michael Aris, som hun giftede sig med. Parret flyttede til Bhutan, hvor han arbejdede i regeringskansleriet. Suu Kyi fødte to sønner, Alexander og Kim, og familien flyttede i 1975 til London. Da hun i 1988 gennemførte doktorantstudier ved University of London blev hendes mor ramt af en hjerneblødning, og Suu Kyi rejste i april 1988 tilbage til Burma.

### Leder af oppositionen
I marts 1988 havde studenterne i Rangoon indledt protester mod regeringen og general Ne Win. Protesterne blev mødt med vold, og flere studenter døde under sammenstød med politiet. Da studenterne demonstrerede, var et af deres ideologiske forebilleder Aung San. Demonstrationerne blev voldsomt slået ned, og en ny militærjunta tog magten i landet. Aung San Suu Kyi var stærkt påvirket af Mahatma Gandhis principper for ikke-vold, og engagerede sig politisk i den demokratiske opposition. I 1989 blev hun sat i husarrest. Suu Kyi besluttede sig for at tilslutte sig til protesterne. Den 12. august afgik Sein Lwin som Burmas præsident. Kort efter blev lovet frie valg inden for tre måneder. Den 26. august 1988 holdt Suu Kyi en tale til en halv million mennesker uden for Shwedagonpagoden i Rangoon. Den 24. september oprettedes Nationalligaen for demokrati af Aung Gyi (formand), Tin Oo (viceformand) og Suu Kyi (partisekretær).
Den 20. juli 1989 omringedes Suu Kyis hus af soldater, og hun og andre ledere af partiet sattes i husarrest. Andre medlemmer af partiet blev sat i fængsel. De lovede parlamentsvalg blev afholdt den 27. maj 1990, og det Nationale demokratiske forbund fik 392 af de 485 pladser i parlamentet. Efter valget erklærede regeringen, at valget ikke havde drejet sig om pladserne i parlamentet men til en forsamling, der skulle foreslå en ny grundlov, og at regeringen ikke ville godtage en grundlov udformet af det Nationale demokratiske forbund. Suu Kyi sad i husarrest frem til den 10. juli 1995. Hun blev tilbudt frihed mod at forlade landet men afslog.

### Vinder af valget 1990
Militærjuntaen gik i 1990 med til frie valg. I valget vandt Aung San Suu Kyis parti Nationalligaen for demokrati (NLD) klart med 59% af de afgivne stemmer og fik 81% (392 af 485) af pladserne i parlamentet. Men militærjuntaen nægtede at godkende valgresultatet og ville ikke godkende Aung San Suu Kyi som ny statsminister. Hun var lige inden valget blevet sat i husarrest og fortsatte med at sidde i husarrest i næsten 15 af de 21 år fra den 20. juli 1989 frem til hendes frigivelse den 13. november 2010.
I løbet af denne tid blev Aung San Suu Kyi en af verdens mest kendte og prisbelønnede politiske fanger. Suu Kyi modtog Raftos Minnespris og Sakharov-prisen i 1990. Hun fik Nobels fredspris i 1991. I 1992 fik hun Jawaharlal Nehrus Pris af den Indiske regering og International Simón Bolívar Prize af Venezuelas regering. I 2007 gjorde Canadas regering hende til Canadisk æresmedborger; på daværende tidpunkt var hun en af fire, som nogen sinde var blevet tildelt denne hæder. I 2011 modtog hun Wallenbergmedaljen.

### Kræftsyg ægtefælle
I 1995 blev hun sat fri fra husarrest, men militærjuntaen gjorde det klart, at dersom hun forlod landet for at besøge familien i Storbritannien, ville hun ikke få lov til at komme tilbage til Burma. Hendes ægtefælle og to sønner havde hele tiden boet i Storbritannien, og havde ikke fået lov til at rejse ind i Burma. Også da ægtemanden Michael Aris blev syg af kræft i 1997, blev han nægtet visum til Myanmar (Burma). Aung valgte at blive i Burma, og fik aldrig set sin ægtefælle igen. Michael Aris døde i 1999. Hendes to sønner er fortsat bosatte i Storbritannien.

### Gentagne perioder i husarrest
I de perioder, hvor hun har været ude af husarrest, har hun ikke fået lov til at møde andre oppositionelle ledere eller vestlig presse. Hun har trodset disse forbud og har haft flere perioder med husarrest eller fængsel efter 1995 (fra september 2000 til maj 2002 og fra maj 2003 og november 2009). I 2006 opnåede organisationen Freedom Now, at 112 forhenværende præsidenter og statsministre underskrev en appel til FN's generalsekretær Ban Ki-moon, hvori denne blev opfordret til at rejse til Burma for at søge at få hende løsladt fra husarresten. Han rejste dertil seks uger senere og appellerede i flere taler til regimet om at frigive hende.
I 2008 havde Aung San Suu Kyi tilbragt fem år sammenhængende i husarrest uden dom. Dette er imod burmesisk lov, og for første gang protesterede hun selv over husarresten ved at indlevere en anke mod husarresten. I maj 2009 blev hun anklaget af militærjuntaen for at have brudt vilkårene for husarrest, da en amerikaner svømmede til hendes hjem, som ligger ned mod floden. I august 2009 fik hun en dom på 18 måneders husarrest for denne hændelse. Denne dom forhindrede Aung San Suu Kyi i at deltage i valget 7. november 2010. Den 13. november 2010 blev Aung San Suu Kyi erklæret fri fra husarresten af militærjuntaen.

### Nobelprisen
I juni 2012 besøgte hun Norge. 16. juni holdt hun sit Nobelforedrag i Oslo rådhus, over tyve år efter at være blevet tildelt Nobels fredspris. 17. juni besøgte hun Bergen, hvor hun takkede for Professor Thorolf Raftos Minnepris, som hun blev tildelt i 1990.

### Parlamentsmedlem
Den 1. april 2012 meddelte hendes parti, Nationalligaen for demokrati, at hun var blevet valgt til Pyithu Hluttaw, underhuset af Pyidaungsu Hluttaw og at hun repræsenterede Kawhmus valgkreds. Hendes parti vandt også 43 af de 45 ledige pladser i parlamentet. Valgresultatet bekræftedes af den officielle valgkommission dagen efter.

### Regeringsmedlem
Den 6. juli 2012 offentliggjorde Suu Kyi på World Economic Forum's website, at hun ville opstille som præsidentkandidat ved Myanmar's valghandlinger i 2015. Med baggrund i et forfatningstillæg fra 2008 var hun imidlertid ikke valgbar som præsident, fordi hun havde været gift med en udenlandsk statsborger og moder til udenlandske statsborgere. Dette forfatningstillæg var tilsyneladende kun vedtaget for at hindre hendes valgbarhed.
NLD vandt en overvældende majoritet ved disse valg, mindst 255 pladser i Underhuset og 135 pladser i Overhuset. Suu Kyi genvandt sin plads i underhuset. Htin Kyaw blev udnævnt som præsident, mens Suu Kyi den 30. marts 2016 blev udnævnt som udenrigsminister, og senere overtog posterne som undervisningsminister og energiminister. Endvidere oprettede præsident Htin Kyaw en ny stilling som statsrådgiver, hvilket de facto betyder, at hun fungerer som statsminister. Denne post godkendte parlamentet i april 2016.

## Kritik
Mens Suu Kyi i perioderne med husarrest generelt blev beundret og støttet af statsledere i hele verden for sin kamp for demokrati, er hun efter at være indtrådt i regeringen blevet anklaget for at lukke øjnene for undertrykkelse af det muslimske mindretal i Myanmar, rohingyaerne. I september 2017 udtalte FN’s generalsekretær, Antonio Guterres, "at volden kan føre til en humanitær katastrofe med risiko for etnisk udrensning." Selv har hun flere gange benægtet, at der finder en etnisk udrensning sted af minoriteterne."

## Forfatterskab
- Freedom from Fear; 1991 (engelsk)
- Letters from Burma; 1991 (engelsk)

## Film
Luc Besson har portrætteret Suu Kyi og ægtefællen Michael Aris i filmen fra 2011 The Lady med Michelle Yeoh og David Thewlis i hovedrollerne. Yeoh aflagde besøg hos Suu Kyi kort før filmens premiere i november. Handlingen focuserer især på perioden 1988 - 1999, hvor ægtefællerne i lange perioder var adskilt på grund af hendes husarrest.
I John Boormans film Beyond Rangoon, blev rollen som Suu Kyi spillet af Adelle Lutz.
Den danske filminstruktør Anne Gyrithe Bonne portrætterede hende desuden i dokumentarfilmen Aung San Suu Ky - Lady of no Fear fra 2010.

## Æresbevisninger
- Thorolf Raftos Mindespris (1990)
- Sakharov-prisen (1991)
- Nobels fredspris (1991)
- Liberale internationales frihedspris (1995)
- Frihedsmedaljen (2000)
- Jawaharlal Nehrus Pris (1993)
- Olof Palmepriset (2005)
- Companions of the Order of Australias hædersmedalje (Australiens højeste civile hæder.)
- UNESCO Madanjeet Singh Prize for the Promotion of Tolerance & Non-Violence (2002)
- Ambassador of Conscience 2009 (Amnesty International)